# 本田嘉郎
本田 嘉郎（ほんだ よしろう、1948年 - ）は、日本の写真家で、元・朝日新聞社カメラマン。
朝日新聞珊瑚記事捏造事件を起こしたことで知られる。

## 略歴
1989年4月20日の朝日新聞夕刊（大阪本社版や夕刊を発刊していない統合版発行地域を除く）に、本田が撮影した「K・Y」と文字の刻まれた世界最大のアザミサンゴの写真が掲載された。記事では「サンゴ汚したK・Yってだれだ」という題で「これは1980年代の日本人の『精神の貧しさ』、『すさんだ心』の記念碑になるに違いない」と日本のダイバーのモラルの低さを批判し、環境破壊に対して警鐘を鳴らした。
しかし、継続的な調査を経て虚偽報道が発覚。これを受けて朝日新聞は5月16日、20日の「カメラマンが無傷の状態であったサンゴに文字を刻み付けた」と発表したお詫び記事を経て、本田は5月19日付けで懲戒解雇相当の退社処分となった。
本田は自然環境保全法違反で那覇地方検察庁に送致されたが、当時の法律の不備のために罪を問うことができず、不起訴処分となった。
以後は写真家として活動した。千葉県で写真館「アンズガーデン」を経営し、3階建ての自社ビルを建て、「全国写真館100選」にも選ばれるなどの成功ぶりを『週刊新潮』が報じている。

## 著作
- 『カムイ・ト―北海道の神秘と野生を探る』菱北新北海道教育新報社、1982年6月。ASIN B000J7KEMS。全国書誌番号:83001841。　（福永友保と共著）
- 『房総の祭り―本田嘉郎写真集』朝日新聞千葉支局、文理書院、1986年8月。ISBN 9784831286024。
- 『復活 日本一黄金大神輿―東京深川 富岡八幡宮御本社神輿』ぎょうせい、1991年1月。ISBN 9784324030493。